# 1024
Cette page concerne l'année 1024  du calendrier julien. Pour l'année 1024 av. J.-C., voir 1024 av. J.-C. Pour le nombre 1024, voir 1024 (nombre).
L'année 1024 est une année bissextile qui commence un mercredi.

## Événements
- Septembre : le sultan Mahmûd quitte Ghaznî pour Balkh pour mener une expédition en Transoxiane contre les Qarakhanides Toghan Khan et Alitigin, qui maitres de Balasagun et de Boukhara menacent le Khorassan[1].

- Malaisie : le roi Chola de Tanjore Rajendra Ier lance une flotte à travers le golfe du Bengale pour aller soumettre le sud de la péninsule malaise (Kedah)[2].
- L'administration chinoise des Song adopte officiellement les billets de banque[3].

- Disette en Égypte due à d’insuffisantes crues du Nil ; troubles consécutif à la famine (fin en 1025). Les pèlerins qui se rendent à La Mecque sont dépouillés. Dans l’armée, les esclaves noirs se révoltent[4]. Le jour de la fête du sacrifice, ils pénètrent dans le palais et dévorent les victuailles prévues par le calife pour ses hôtes. Plus de mille esclaves se rassemblent et pillent le pays. Le calife fait donner l’ordre de tuer tout esclave noir qui tenterait d’agresser un Égyptien. Les gens s’arment et de véritables batailles ont lieu. Les esclaves pris ont la tête tranchée. Les grands dignitaires du pays doivent se cloîtrer dans leurs maisons, car les esclaves noirs veulent les massacrer pour se venger.

### Europe
- 12 avril/10 mai : début du pontificat de Jean XIX (Romanus, fin en 1032)[5].
- 8 septembre : élection et couronnement à Mayence de Conrad II le Salique, empereur romain germanique (sacre à Rome en 1027) (fin de règne en 1039). Il succède à Henri II[6].

- Insurrection du peuple contre les féodaux à Pavie. Le peuple de Pavie brûle le palais royal, faisant disparaître le symbole du pouvoir central[7].
- Knut Ier le Grand s’embarque pour l’Angleterre. Il confie le pouvoir sur le Danemark à un vice-roi de sa famille, le jarl Úlfr, qui a épousé sa sœur, Astrid. Son autorité sera contestée. Olav Haraldsson saisit l’occasion pour tenter d’obtenir l’indépendance de la Norvège, et monte une coalition contre le Danemark à Konungahella (Kungahälla (sv)) avec le fils du roi Olav de Suède, Önundr Jakob. Le régent Úlfr semble favoriser les ambitions d’Olav Haraldsson. Il tente de faire du propre fils de Knut, Hardeknut, le seul roi du Danemark[8].
- Russie : Iaroslav est battu par son frère Mstislav le Brave à Listven près de Tchernigov[9]. La Rus' de Kiev est divisée en deux principautés jusqu'en 1036. Iaroslav gouverne Kiev et l’ouest du Dniepr, Mstislav, prince de Tmoutarakan, obtient Tchernigov et l’est[10].
- Le russe Chrysocheir, parent de Vladimir, lance une expédition avec 20 monoxyles jusqu’à Lemnos. Il est arrêté par les stratèges des Cibyrrhéotes et de Thessalonique[11].
- Manifestations païennes en Souzdalie. De nombreuses femmes sont tuées[12].
- Le pape Jean XIX étend le privilège d'exemption de l'abbaye de Cluny à toutes ses dépendances[13].